# Орехов, Михаил Иванович
Михаил Иванович Орехов (10 октября 1916, Москва — 1980, Москва) — советский футболист, хоккеист с мячом и с шайбой, нападающий.

## Карьера

### Футбол
Свою карьеру Орехов начал в московском «Буревестнике» (ранее назывался СКиГ). С 1937 года играл за ЦДКА, дебютировал в чемпионате СССР в матче против «Металлурга» (Москва) 12 августа 1937 года. Во всех соревнованиях союзного уровня за команду провёл 80 матчей и забил 26 голов, в том числе в чемпионате — 68 матчей, 24 гола. В 1943—1944 годах выступал за армейцев в чемпионате Москвы. В 1948 году играл за ташкентский «Дом офицеров».

### Хоккей с шайбой
Помимо футбола, Орехов занимался также хоккеем с шайбой. Играл за армейскую команду, с которой стал трёхкратным чемпионом СССР (1948—1950) и серебряным призёром чемпионата 1947. В чемпионатах СССР по хоккею провёл 54 матча и забросил 28 шайб.

### Хоккей с мячом
Также играл в хоккей с мячом, имел звание мастер спорта СССР (звание было снято в феврале 1946 года по итогам разбирательства во Всесоюзном комитете физкультуры эпизода грубой игры Орехова против игрока московских «Крылья Советов» В. Егорова в финальном матче на Кубок СССР по хоккею с мячом 1946 года, одновременно с запретом выступать до 1 марта 1947 года). Играл в составе ЦДКА, КВИФК, ОДО (Хабаровск).
Чемпион СССР 1954 года. Серебряный призёр чемпионата СССР 1952 года. Включался в список 22 лучших игроков сезона (1950, 1951, 1952, 1953, 1954).